# 니콜 풀리암

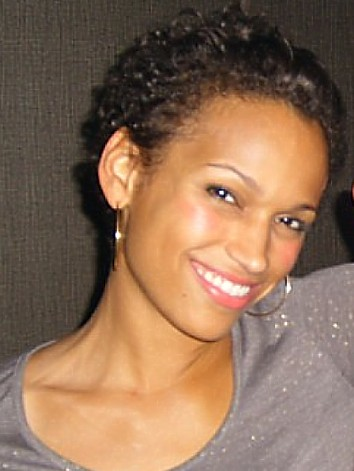

니콜 풀리암(Nicole Pulliam, 1976년 ~ )은 미국의 배우, 텔레비전 배우, 영화배우이다.
콜럼버스에서 태어났다.

## 출연 작품
- 인셉션 (2010년) - 로비 Sub 콘 역
- 패션 하우스 (2006, Fashion House)
- 더 라스트 런 (2004년)
- 홀즈 (2003년)
- 킬조이 2 (2002년)